# The Final Station
The Final Station je střílečka pro jednoho hráče. Byla vyvinuta společností Do My Best Games a vydána společností tinyBuild, vyšla 30. srpna 2016 pro Microsoft Windows, macOS, Linux a Xbox One a 2. září 2016 pro PlayStation 4.
Hra získala smíšené až pozitivní recenze od kritiků, kteří chválili její originalitu a budování světa, ale kritizovali její linearitu. Dne 19. dubna 2017 vyšlo DLC s názvem The Only Traitor, které obsahuje novou hlavní postavu a odehrává se souběžně s událostmi hlavního příběhu.

## Hratelnost
The Final Station se skládá ze dvou typů her. První je část hry je uvnitř vlaku, kde hráč musí vyvážit péči o zachráněné přeživší tím, že jim dá jídlo nebo vyléčí, a péči o vlak tím, že plní malé minihry, aby udržel experimentální vlak v chodu, dokud nedojede do další stanice. Druhou částí hry je boj, který se odehrává ve většině vlakových stanic. Ve hře hráč prozkoumá boční „scrollovací“ úroveň s apokalyptickou tematikou, jejíž dokončení vyžaduje strategický plán. Hráč se musí rozhodnout, jaké prostředky použije a co bude riskovat, například boj zblízka, zastřelení nepřítele, využití malého množství munice, využití prostředí k vypořádání se s nepřáteli nebo snahu proběhnout kolem nepřátel a vyhnout se jim. Existují různé typy nepřátel, což ztěžuje úrovně a potřebnou strategii. Hráč bude muset na každé stanici najít skrytý kód, aby se vlak opět rozjel, a také najít zdroje, jako je munice, jídlo a přeživší.

## Příběh
Hráč se ujme role průvodčího jménem Edward Jones, který pracuje jako strojvedoucí 106 let po katastrofě nazvané „První návštěva“. Jednoho dne dostane Jones za úkol odvézt experimentální vlak, který má vyzvednout speciální náklad. Během cesty však Jones rychle zjistí, že se ocitl uprostřed „Druhé návštěvy“, protože města a městečka jsou napadána neznámou silou a jejich obyvatelé se vlivem neznámé infekce mění v agresivní monstra. Nakonec Jones vyzvedne zdroj energie a centrální procesor pro Strážce, masivní válečný stroj, který je budován na ochranu lidstva před „Druhou návštěvou“. Jones nakonec dorazí do města Metropole, kde se Strážce staví, a doručí náklad.
Cestou domů Jones nabere tajemného cizince jménem Arthur Vane, který s ním jede a mluví v záhadných nápovědách. Vane Jonesovi prozradí, že infekce, která mění lidi v monstra, není virus, ale lék, který měl lidi posílit, a že radiace, kterou generuje motor vlaku, Jonese před jejími účinky chrání. Krátce poté se vlak porouchá a Jones je nucen zbytek cesty absolvovat pěšky. Cestou míjí zničený vrak Strážce a je náhodně vystaven jedovatému plynu. Když konečně dorazí do svého rodného města, zjistí, že lidé, kteří jsou zřejmě vůči infekci imunní, již obnovují společnost, ale on sám vykazuje příznaky infekce. Jonesovi se podaří dostat se domů, ale infekci podlehne dříve, než může spatřit svou dceru. Poté přijíždí Vane a slíbí, že se o Jonesovu dceru postará, než ho milosrdně zabije.

## The Only Traitor
Hráč se ujme role Petra, který se připravuje na soudný den a snaží se dostat do krytu, než udeří druhá návštěva. Uteče ze svého bytu v autě a začne cestovat napříč zemí, aby se dostal do krytu, přičemž cestou zastavuje ve městech, kde shání zásoby. Protože však auto může převážet pouze jednoho pasažéra, musí se Peter rozhodnout, které přeživší vezme s sebou a které nechá za sebou.
Peter nakonec dorazí do krytu, ale s hrůzou zjistí, že je již uzavřen. Peter pokračuje dál v naději, že najde další úkryt ve městě Ristol. Úkryt v Ristolu je však již také uzavřen. Peter nemá jinou možnost, a tak se rozhodne cestovat dál na západ do odlehlého krytu L-abs. Cestou tam však Petra zastihne autonehoda a je nucen pokračovat pěšky. Proplíží se přes tábor banditů, kde bandité chytají a shromažďují přeživší. Když je odhalen, objeví se Arthur Vane, který mu pomůže uniknout, ale nakonec se přenese do surrealistické krajiny, která se vymyká zákonům prostoru a času. Nakonec se Peter s Vanem znovu setká a Vane mu nabídne místo v úkrytu L-abs, ale Peter musí nejprve zavraždit Edwarda Jonese. Vane pak Petera opustí a nechá ho zachránit Jonesem, který mu nabídne místo ve svém vlaku.

## Vývoj
Hra The Final Station byla ve vývoji 2,5 roku, než byla v roce 2016 vydána jako plná hra, a byla první hrou společnosti Do My Best Games. Vydavatelem a spoluvývojářem je společnost TinyBuild. TinyBuild přetvořil část svého studia, aby souběžně s vývojem portovala nezávislé projekty třetích stran na konzole. Mohli se tak soustředit na jedno velké vydání. Do My Best Games začalo s malým prototypem, který vznikl poměrně rychle. V tomto prototypu však chybělo několik velmi důležitých mechanik. Kvůli tomu museli provést mnoho změn. Dalším krokem bylo vytvoření dema, které obsahovalo všechny mechaniky. Tato verze hry byla předána tisku a vydavatelům. Po tomto kroku začali vytvářet herní úrovně a další obsah.